# Nagyvázsony, Veszprém
Nagyvázsony  este un sat în districtul Veszprém, județul Veszprém, Ungaria, având o populație de 1.774 de locuitori (2011). 

## Demografie
Componența etnică a satului Nagyvázsony
     Maghiari (92,55%)
     Germani (3,72%)
     Romi (3,36%)
     Necunoscut (0,36%)
     Alții (0,36%)
Componența confesională a satului Nagyvázsony
     Romano-catolici (53,38%)
     Fără religie (8,57%)
     Reformați (7,55%)
     Luterani (5,13%)
     Necunoscută (24,46%)
     Alte religii (1,63%)
Conform recensământului din 2011, satul Nagyvázsony avea 1.774 de locuitori. Din punct de vedere etnic, majoritatea locuitorilor (92,55%) erau maghiari, existând și minorități de germani (3,72%) și romi (3,36%). Apartenența etnică nu este cunoscută în cazul a 0,36% din locuitori.  Din punct de vedere confesional, majoritatea locuitorilor (53,38%) erau romano-catolici, existând și minorități de persoane fără religie (8,57%), reformați (7,55%) și luterani (5,13%). Pentru 24,46% din locuitori nu este cunoscută apartenența confesională.